# 시편 91편
시편 91편은 91번째 시편이다. "지존자의 은밀한 곳에 거하는 자는 전능자의 그늘 아래 거하리로다." 라틴어로는 'Qui habitat'로 알려져 있다. 보호의 시편으로 일반적으로 고난의 시기에 불린다. 이 시편의 히브리어 본문에는 저자가 언급되어 있지 않지만, 유대인의 전승에 따르면 다윗이 편찬한 모세의 시라고 한다. 70인역에서는 이 시편을 다윗의 것으로 간주한다.
성경의 그리스어 칠십인역과 라틴어 불가타역에서 사용되는 약간 다른 번호 체계에서 이 시편은 시편 90편이다.
시편은 유대교, 가톨릭, 동방 정교회, 루터교, 성공회 및 기타 개신교 전례의 정규 부분을 구성한다. 시편은 찬송가로 의역되었다. 시편은 원래 히브리어로 기록되었다. 16절로 나뉜다.

## 내용
1. 지존자의 은밀한 곳에 거주하며 전능자의 그늘 아래에 사는 자여,
2. 나는 여호와를 향하여 말하기를 그는 나의 피난처요 나의 요새요 내가 의뢰하는 하나님이라 하리니
3. 이는 그가 너를 새 사냥꾼의 올무에서와 심한 전염병에서 건지실 것임이로다
4. 그가 너를 그의 깃으로 덮으시리니 네가 그의 날개 아래에 피하리로다 그의 진실함은 방패와 손 방패가 되시나니
5. 너는 밤에 찾아오는 공포와 낮에 날아드는 화살과
6. 어두울 때 퍼지는 전염병과 밝을 때 닥쳐오는 재앙을 두려워하지 아니하리로다
7. 천 명이 네 왼쪽에서, 만 명이 네 오른쪽에서 엎드러지나 이 재앙이 네게 가까이 하지 못하리로다
8. 오직 너는 똑똑히 보리니 악인들의 보응을 네가 보리로다
9. 네가 말하기를 여호와는 나의 피난처시라 하고 지존자를 너의 거처로 삼았으므로
10. 화가 네게 미치지 못하며 재앙이 네 장막에 가까이 오지 못하리니
11. 그가 너를 위하여 그의 천사들을 명령하사 네 모든 길에서 너를 지키게 하심이라
12. 그들이 그들의 손으로 너를 붙들어 발이 돌에 부딪히지 아니하게 하리로다
13. 네가 사자와 독사를 밟으며 젊은 사자와 뱀을 발로 누르리로다
14. 하나님이 이르시되 그가 나를 사랑한즉 내가 그를 건지리라 그가 내 이름을 안즉 내가 그를 높이리라
15. 그가 내게 간구하리니 내가 그에게 응답하리라 그들이 환난 당할 때에 내가 그와 함께 하여 그를 건지고 영화롭게 하리라
16. 내가 그를 장수하게 함으로 그를 만족하게 하며 나의 구원을 그에게 보이리라 하시도다

### 히브리어 버전
| 절 | 히브리어 본문                                   | 영어 번역 (JPS 1917) |
| -- | ----------------------------------------------- | --- |
| 1  | יֹ֭שֵׁב בְּסֵ֣תֶר עֶלְי֑וֹן בְּצֵ֥ל שַׁ֝דַּ֗י יִתְלוֹנָֽן׃‎                  | O thou that dwellest in the covert of the Most High, And abidest in the shadow of the Almighty;                             |
| 2  | אֹמַ֗ר לַ֭יהֹוָה מַחְסִ֣י וּמְצוּדָתִ֑י אֱ֝לֹהַ֗י אֶבְטַח־בּֽוֹ׃‎            | I will say of the LORD, who is my refuge and my fortress, My God, in whom I trust,                                          |
| 3  | כִּ֤י ה֣וּא יַ֭צִּילְךָ מִפַּ֥ח יָק֗וּשׁ מִדֶּ֥בֶר הַוּֽוֹת׃‎                | That He will deliver thee from the snare of the fowler, And from the noisome pestilence.                                    |
| 4  | בְּאֶבְרָת֨וֹ ׀ יָ֣סֶךְ לָ֭ךְ וְתַחַת־כְּנָפָ֣יו תֶּחְסֶ֑ה צִנָּ֖ה וְסֹחֵרָ֣ה אֲמִתּֽוֹ׃‎ | He will cover thee with His pinions, And under His wings shalt thou take refuge; His truth is a shield and a buckler.       |
| 5  | לֹֽא־תִ֭ירָא מִפַּ֣חַד לָ֑יְלָה מֵ֝חֵ֗ץ יָע֥וּף יוֹמָֽם׃‎                | Thou shalt not be afraid of the terror by night, Nor of the arrow that flieth by day;                                       |
| 6  | מִ֭דֶּבֶר בָּאֹ֣פֶל יַהֲלֹ֑ךְ מִ֝קֶּ֗טֶב יָשׁ֥וּד צׇהֳרָֽיִם׃‎                 | Of the pestilence that walketh in darkness, Nor of the destruction that wasteth at noonday.                                 |
| 7  | יִפֹּ֤ל מִצִּדְּךָ֨ ׀ אֶ֗לֶף וּרְבָבָ֥ה מִימִינֶ֑ךָ אֵ֝לֶ֗יךָ לֹ֣א יִגָּֽשׁ׃‎        | A thousand may fall at Thy side, And ten thousand at Thy right hand; It shall not come nigh thee.                           |
| 8  | רַ֭ק בְּעֵינֶ֣יךָ תַבִּ֑יט וְשִׁלֻּמַ֖ת רְשָׁעִ֣ים תִּרְאֶֽה׃‎                | Only with thine eyes shalt thou behold, And see the recompense of the wicked.                                               |
| 9  | כִּֽי־אַתָּ֣ה יְהֹוָ֣ה מַחְסִ֑י עֶ֝לְי֗וֹן שַׂ֣מְתָּ מְעוֹנֶֽךָ׃‎               | For thou hast made the LORD who is my refuge, Even the Most High, thy habitation.                                           |
| 10 | לֹא־תְאֻנֶּ֣ה אֵלֶ֣יךָ רָעָ֑ה וְ֝נֶ֗גַע לֹא־יִקְרַ֥ב בְּאׇהֳלֶֽךָ׃‎            | There shall no evil befall thee, Neither shall any plague come nigh thy tent.                                               |
| 11 | כִּ֣י מַ֭לְאָכָיו יְצַוֶּה־לָּ֑ךְ לִ֝שְׁמׇרְךָ֗ בְּכׇל־דְּרָכֶֽיךָ׃‎              | For He will give His angels charge over thee, To keep thee in all thy ways.                                                 |
| 12 | עַל־כַּפַּ֥יִם יִשָּׂא֑וּנְךָ פֶּן־תִּגֹּ֖ף בָּאֶ֣בֶן רַגְלֶֽךָ׃‎                | They shall bear thee upon their hands, Lest thou dash thy foot against a stone.                                             |
| 13 | עַל־שַׁ֣חַל וָפֶ֣תֶן תִּדְרֹ֑ךְ תִּרְמֹ֖ס כְּפִ֣יר וְתַנִּֽין׃‎               | Thou shalt tread upon the lion and asp; The young lion and the serpent shalt thou trample under feet.                       |
| 14 | כִּ֤י בִ֣י חָ֭שַׁק וַאֲפַלְּטֵ֑הוּ אֲ֝שַׂגְּבֵ֗הוּ כִּֽי־יָדַ֥ע שְׁמִֽי׃‎            | 'Because he hath set his love upon Me, therefore will I deliver him; I will set him on high, because he hath known My name. |
| 15 | יִקְרָאֵ֨נִי ׀ וְֽאֶעֱנֵ֗הוּ עִמּֽוֹ־אָנֹכִ֥י בְצָרָ֑ה אֲ֝חַלְּצֵ֗הוּ וַאֲכַבְּדֵֽהוּ׃‎   | He shall call upon Me, and I will answer him; I will be with him in trouble; I will rescue him, and bring him to honour.    |
| 16 | אֹ֣רֶךְ יָ֭מִים אַשְׂבִּיעֵ֑הוּ וְ֝אַרְאֵ֗הוּ בִּישׁוּעָתִֽי׃ {פ‎}            | With long life will I satisfy him, And make Him to behold My salvation.'                                                    |